# 후카쿠사 북릉
후카쿠사 북릉(일본어: 深草北陵 후카쿠사노키타노미사사기[*])은 일본 교토부 교토시 후시미구에 위치한 천황릉이다. 가마쿠라 시대와 무로마치 시대의 지묘인통에 속하는 12명의 일본 천황의 능과 후시미노미야 요시히토 친왕의 묘가 안장되어 있다.

## 연혁
고후카쿠사 천황은 생전에 후카쿠사(深草)에 천태종의 불당인 법화당을 세우고 이곳을 자신의 납골당으로 쓰도록 유조를 남겼다. 1304년(가겐 2년) 7월 16일 천황이 붕어하자 유조에 따라 화장되었다. 유골은 안라쿠교인(安楽行院)에 임시로 보관했다가 법화당 공사가 끝나자 1305년 8월 후시미 천황과 고후시미 천황이 지켜보는 가운데 공양하고 유골을 법화당으로 옮겼다.
이후 지묘인통에 속하는 천황들의 유골도 하나둘 납골되기 시작했다. 센고쿠 시대 때 법화당이 소실되었고 법화당을 관리하던 안라쿠교인도 쇠퇴했다. 고요제이 천황의 유골이 납골된 1615년(겐나 원년) 재건되었지만 다시 파괴되었다가 겐로쿠 연간에 복구했다.
『분큐산릉도』에 의하면 겐로쿠 연간에 재건된 법화당은 1간사방의 작은 건물이었지만 분큐 수릉을 거치면서 규모가 커졌고 건물 앞에 도리이도 이때 만들어졌다. 메이지 시대 때 법화당의 이름을 후카쿠사 북릉으로 고쳤다.

## 피장자
- 고후카쿠사 천황: 89대 천황. 1304년(가겐 2년) 붕어.
- 후시미 천황: 92대 천황. 1317년(분포 원년) 붕어.
- 고후시미 천황: 93대 천황. 1336년(겐무 3년) 붕어.
- 고코곤 천황: 북조 4대 천황. 1374년(오안 7년) 붕어.
- 고엔유 천황: 북조 5대 천황. 1393년(메이토쿠 4년) 붕어.
- 고코마쓰 천황: 100대 천황. 1433년(에이쿄 5년) 붕어.
- 쇼코 천황: 101대 천황. 1428년(쇼초 원년) 붕어.
- 고쓰치미카도 천황: 103대 천황. 1500년(메이오 9년) 붕어.
- 고카시와바라 천황: 104대 천황. 1526년(다이에이 6년) 붕어.
- 고나라 천황: 105대 천황. 1557년(고지 3년) 붕어.
- 오기마치 천황: 106대 천황. 1593년(분로쿠 2년) 붕어.
- 고요제이 천황: 107대 천황. 1617년(겐나 3년) 붕어.
- 후시미노미야 요시히토 친왕: 스코 천황의 제1황자. 1416년(오에이 23년) 훙서.